# Rocío Ayelén Gómez
Rocío Ayelén Gómez (Rafael Calzada, Argentina, 21 de agosto de 2003) es una futbolista argentina que juega como delantera en el Racing Club Fútbol Femenino de la Primera División Femenina.

## Trayectoria

### Racing Club
Comenzó su carrera en las divisiones juveniles de Racing Club, donde destacó por su habilidad y determinación en el campo de juego. En el año 2022, a la edad de 18 años, Rocío hizo su debut profesional con el primer equipo de Racing Club. Su primer partido fue frente a Platense, en el cual contribuyó a la victoria de su equipo con un marcador final de 2 a 0 a favor de la academia. Este debut fue un hito importante en su carrera.

## Selección
Con su selección estuvo citada y formó parte del equipo campeón en San Luis, Argentina de la sub-16 del fútbol femenino.

## Estadísticas

### Clubes
| Club                  | Div.          | Temporada     | Liga  | Liga  | Liga   | Copas nacionales | Copas nacionales | Copas nacionales | Copas internacionales | Copas internacionales | Copas internacionales | Total | Total | Total  |
| Club                  | Div.          | Temporada     | Part. | Goles | Asist. | Part.            | Goles            | Asist.           | Part.                 | Goles                 | Asist.                | Part. | Goles | Asist. |
| --------------------- | ------------- | ------------- | ----- | ----- | ------ | ---------------- | ---------------- | ---------------- | --------------------- | --------------------- | --------------------- | ----- | ----- | ------ |
| Racing Club Argentina | 1.ª           | 2024          | 21    | 4     | 0      | 0                | 0                | 0                | -                     | -                     | -                     | 21    | 4     | 0      |
| Racing Club Argentina | Total club    | Total club    | 21    | 4     | 0      | 0                | 0                | 0                | 0                     | 0                     | 0                     | 21    | 4     | 0      |
| Total carrera         | Total carrera | Total carrera | 21    | 4     | 0      | 0                | 0                | 0                | 0                     | 0                     | 0                     | 21    | 4     | 0      |